# William Sheridan Allen
William Sheridan Allen  (* 5. Oktober 1932 in Evanston, Illinois; † 14. März 2013 in Buffalo, New York) war ein US-amerikanischer Historiker und Hochschullehrer.

## Leben
William Sheridan Allen studierte an der University of Michigan, der University of Connecticut und der University of Minnesota sowie in Deutschland an der FU Berlin und an der Georg-August-Universität Göttingen. Von 1970 bis 2001 lehrte er als Professor für Deutsche Geschichte an der State University of New York at Buffalo.
Neben seiner akademischen Tätigkeit war Allen sein ganzes Leben hindurch politisch aktiv – unter anderem beteiligte er sich an Kampagnen für nukleare Abrüstung und gegen den Vietnamkrieg. 1972 unterstützte er die Kandidatur von George McGovern für das Amt des Präsidenten der Vereinigten Staaten.

## Zu seinen Werken
Das haben wir nicht gewollt (The Nazi Seizure of Power. The Experience of a Single German Town, 1930-1935) ist das erste veröffentlichte Werk von Allen. Es wurde zwischen 1965 und 2006 in zehn Auflagen veröffentlicht, außerdem wurde es in vier Sprachen übersetzt. Inhaltlich behandelt das Buch am Beispiel des niedersächsischen Northeim – aber im Buch unter dem Pseudonym „Thalburg“ – den politischen Werdegang einer deutschen Kleinstadt während der letzten Jahre der Weimarer Republik und der ersten Jahre des Dritten Reiches. Es versucht eine Antwort auf die Frage zu finden, wie eine zivilisierte Demokratie in eine totalitäre Ideologie getrieben werden konnte. Eine zweite erweiterte Auflage erschien 1984 in englischer Sprache, wurde aber nicht ins Deutsche übersetzt. In dieser Auflage werden die Stadt Northeim und die Akteure mit Klarnamen genannt.
Außerdem schrieb Allen The Infancy of Nazism, in dem er die Wirkung der Propaganda der Nationalsozialisten beschreibt.

## Schriften
- 1965: The Nazi Seizure of Power. The Experience of a Single German Town, 1930-1935, Chicago: Quadrangle Books.
- 1966: Das haben wir nicht gewollt. Die nationalsozialistische Machtergreifung in einer Kleinstadt 1930-1935. Vom Autor durchgesehene Übersetzung aus dem Amerikanischen von Jutta u. Theodor Knust, Gütersloh: Mohn.
- 1967: Eberhard Kolb: W. S. Allen, The Nazi Seizure of Power, Chicago 1965. Rezension, in: Niedersächsisches Jahrbuch (NJB) Band 39, Hannover 1967, S. 375–377.
- 1968: Vox Graeca. A Guide to the Pronunciation of Classical Greek, Cambridge: University Press.
- 1976: The Infancy of Nazism: The Memoirs of Ex-Gauleiter Albert Krebs, 1923-1933, New York: New Viewpoints.
- 1984: The Nazi Seizure of Power. The Experience of a Single German Town, 1922-1945, revised edition, F. Watts.
- 2022: Das haben wir nicht gewollt. Die nationalsozialistische Machtergreifung in einer Kleinstadt 1930-1935. Neuherausgabe mit aktuellem Vorwort, Die Buchmacherei, Berlin (ISBN 978-3-9823317-5-1)